# جيمس براون (سياسي)
جيمس براون (بالإنجليزية: James Brown) هو محامي ودبلوماسي وسياسي أمريكي، ولد في 11 سبتمبر 1766 في الولايات المتحدة، وتوفي في 7 أبريل 1835 في نفس البلد. حزبياً، نشط في الحزب الجمهوري الديمقراطي. وقد انتخب سفير وانتخب عضو مجلس الشيوخ الأمريكي.